# Blechnum denticulatum
Blechnum denticulatum là một loài dương xỉ trong họ Blechnaceae. Loài này được Sw. mô tả khoa học đầu tiên năm 1806.
Danh pháp khoa học của loài này chưa được làm sáng tỏ. 